# Samuel Gebo
Samuel "Sam" Gebo, né Samuel Gibeau en 1862 au Canada et mort en 1940 à Seattle, est un chef d'entreprise américain et politicien ayant participé grandement dans les premiers développements du Montana. Il a grandi dans l'État de New York avant de s'établir au Montana dans les années 1890.

## Biographie
Né au Canada en 1862, Samuel Gebo a grandi près d'Ogdensburg dans l'État de New York. Il déménage plus tard au Minnesota, où il va rester brièvement avant de s'installer définitivement au Montana au début des années 1890. Entre 1895 et 1897, la compagnie minière de Sam, la Clarks Fork Coal Company, créé la Gebo Mine, une mine située à Fromberg (auparavant Gebo) dans le Comté de Carbon. En 1900, lui et l'homme d'affaires Henry Frank lancent le Canadian American Coal and Coke Company, qui a opéré une mine très profitable à Frank, en Alberta, où a eu lieu le célèbre éboulement de Frank de 1903. Après le mort de Frank, en 1908, la compagnie change de nom pour la Canadian Consolidated Coal Company, avec Gebo à sa tête. Gebo élargit aussi son entreprise en ouvrant la Spring Creek Mine, près de Lewiston, et la Owl Creek Coal Mine, à Gebo (en), au Wyoming. En 1910, Sam achète la Citizens’ Electric Company et la Spring Creek Power and Electric Company, avant de les fusionner avec la Lewistown Coal, Gas and Light Company.
Gebo a notamment construit le Director's house de Frank, en 1901, et un ranch d'environ 1,2 km2 près de Fromberg, construit entre 1904 et 1908. Parmi le domaine se situait le Gebo Barn (en), aujourd'hui enregistré au Registre national des lieux historiques. Après des accusations de fraude au Wyoming, Gebo quitte pour le Guatemala et il y construit une petite carrière. En 1913, le ranch de Gebo est mis en vente. Ce dernier prend sa retraite en 1927 à Seattle avec sa seconde épouse et meurt en 1940 d'une fuite de gaz.